# Вінченцо Дольче
Вінченцо Дольче (італ. Vincenzo Dolce, 11 травня 1995) — італійський ватерполіст.
Призер Чемпіонату світу з водних видів спорту 2022 року.